# 永商镇
永商镇，是中华人民共和国四川省成都市新津区下辖的一个乡镇级行政单位。2019年12月，撤销邓双镇，将其所属行政区域划归永商镇管辖。

## 行政区划
永商镇下辖以下地区：
永兴场社区、车灌社区、望江社区、七星村、烽火村、九莲村、商隆村、梨花村和宝桥村。